# Hypochilus bonneti
Espèce
Hypochilus bonneti est une espèce d'araignées aranéomorphes de la famille des Hypochilidae.

## Distribution
Cette espèce est endémique du Colorado aux États-Unis,. Elle se rencontre dans la grotte Fly Cave dans le comté de Fremont, dans le parc national de Black Canyon of the Gunnison dans le comté de Gunnison et dans les Manitou Grand Caverns dans le comté d'El Paso.

## Description
La femelle holotype mesure 12,4 mm et le mâle 8 mm.

## Étymologie
Cette espèce est nommée en l'honneur de Pierre Bonnet.

## Publication originale
- Gertsch, 1964 : A review of the genus Hypochilus and a description of a new species from Colorado (Araneae : Hypochilidae). American Museum Novitates, no 2203, p. 1-14 (texte intégral).